# 特賴根島
特賴根島（Isla Traiguén）是南美洲智利的島嶼，屬於喬諾斯群島的一部分，位於伊瓦涅斯將軍艾森大區，面積520平方公里，島上最高點海拔701米。